# Cyrtomium
Cyrtomium is een geslacht met ongeveer 15 tot 55 soorten (naargelang de gevolgde taxonomie) terrestrische varens uit de niervarenfamilie (Dryopteridaceae). Het zijn van oorsprong subtropische en tropische varens, maar in België en Nederland is plaatselijk de ijzervaren (Cyrtomium falcatum) in het wild opgedoken.

## Naamgeving en etymologie
De botanische naam Cyrtomium komt van het Oudgriekse κύρτωμα, kurtōma (= boog), naar de boogvormige rangschikking van de vaatbundels.

## Botanische beschrijving
Cyrtomium-soorten zijn terrestrische varens met een rechtstaande of opstijgende wortelstok. De bladsteel is lang, tot driekwart de lengte van de bladschijf en bevat meer dan drie vaatbundels die in een boog gerangschikt liggen. De bladen of veren zijn lancetvormig of ovaal en slechts enkel geveerd.
De ronde sporenhoopjes zitten op de onderzijde van de bladen, in twee of meer rijen tussen de bladnerf en de bladrand, afgedekt met een dekvliesje.
Veel van deze kenmerken delen deelt Cyrtomium met de varens van het geslacht naaldvaren (Polystichum), zodat er stemmen opgaan om beide geslachten samen te voegen.

## Verspreiding en voorkomen
Cyrtomium-soorten zijn varens van subtropische en tropische streken in Azië, Afrika (waaronder Madagaskar), Hawaï en Noord-Amerika.
Enkele soorten van dit geslacht zijn sinds lang als tuinplant aangeplant in gematigde gebieden. De ijzervaren (Cyrtonium falcatum) heeft zich in Nederland plaatselijk in het wild genesteld.

## Beschreven soorten
In België en Nederland komen twee soorten voor:
- Geslacht: Cyrtomium
  - Soort: IJzervaren (Cyrtomium falcatum)
  - Soort: Smalle ijzervaren (Cyrtomium fortunei)